# Стефан Ларссон (футболіст)
Стефан Ларссон (швед. Stefan Larsson, нар. 21 січня 1983, Стурфорс) — шведський футболіст, що грав на позиції захисника, зокрема за клуб «Кальмар».

## Ігрова кар'єра
Народився 21 січня 1983 року у Стурфорсі. Вихованець юнацьких команд клубу «Дегерфорс». У дорослому футболі дебютував 2000 року виступами за його головну команду, в якій провів сім сезонів, взявши участь у 133 матчах чемпіонату.
2007 року перебрався до «Кальмара», за який відіграв наступні п'ять сезонів своєї кар'єри. Більшість часу, проведеного у складі «Кальмара», був основним гравцем захисту команди.
Протягом 2012—2013 років захищав кольори клубу «Ельфсборг», після чого повернувся до «Кальмар», виступами за який і завершив ігрову кар'єру у 2017 році.